# Andreas Mayerhofer
Andreas Mayerhofer (* 17. Februar 1966 in Krems an der Donau, Österreich) ist ein österreichischer Jazzpianist.

## Leben
Nach seinem klassischen Studium an der Wiener Musikhochschule von 1984 bis 1988 (Klarinette und Klavier) wandte er sich hauptsächlich dem Jazz zu. Erste Ensembles und CD-Aufnahmen gab es u. a. mit dem österreichischen Saxofonisten Christian Maurer und dem australischen Gitarristen Peter O’Mara. Es folgte eine langjährige Zusammenarbeit mit dem rumänischen Saxofonisten Nicolas Simion. Andreas Mayerhofer leitet ein eigenes Klaviertrio mit dem austro-amerikanischen Bassisten Wayne Darling und dem Schlagzeuger Gerald Endstrasser. Sein Bezug zur europäischen Musiktradition manifestiert sich in seinem Projekt „Dirt Stream“ (u. a. mit Wolfgang Reisinger).
Er spielte u. a. mit Tomasz Stańko, Raul de Souza und Kenny Wheeler.

## Diskographische Hinweise
- Andreas Mayerhofer Group feat. Peter O’Mara (1991)
- Andreas Mayerhofer-That's Jazz Quartett You Go to My Head (2003)
- Andreas Mayerhofer Trio soir à la campagne (2006)
- Andreas Mayerhofer Trio Coltrane (2006)
- Andreas Mayerhofer/Gerald Selig Duo Introspection (2012)
- Andreas Mayerhofer Trio dedications (2012)